# Serie B AIFA 1984
La Serie B AIFA 1984 è stata la prima edizione del secondo livello del campionato italiano di football americano, organizzato dall'Associazione Italiana Football Americano.
Visto il crescente successo del football in Italia (il superbowl dell'anno precedente fu giocato davanti a 10.000 spettatori) e il continuo aumento di squadre iscritte, a partire dal 1984 l'AIFA strutturò il campionato su due livelli, come per la maggior parte degli altri sport di squadra. Le squadre iscritte raggiunsero il numero record di 48, divise in 24 in Serie A e altrettante in Serie B.

## Regular season

### Classifica

#### Girone Ovest
| Pos. | Squadra                            | %V   | G  | V | N | P | PF  | PS  |
| ---- | ---------------------------------- | ---- | -- | - | - | - | --- | --- |
| 1    | Black Knights Rho                  | .750 | 10 | 7 | 1 | 2 | 200 | 102 |
| 2    | Pirates Varazze                    | .700 | 10 | 6 | 2 | 2 | 197 | 145 |
| 3    | Gators Torino                      | .650 | 10 | 6 | 1 | 3 | 132 | 107 |
| 4    | Saint George's Knights Alessandria | .400 | 10 | 3 | 2 | 5 | 121 | 189 |
| 5    | Red Devils Como                    | .350 | 10 | 3 | 1 | 6 | 122 | 121 |
| 6    | Blackreds Aosta                    | .150 | 10 | 1 | 1 | 8 | 60  | 168 |

#### Girone Est
| Pos. | Squadra                  | %V   | G  | V | N | P | PF  | PS  |
| ---- | ------------------------ | ---- | -- | - | - | - | --- | --- |
| 1    | Lions Bergamo            | .800 | 10 | 8 | 0 | 2 | 142 | 36  |
| 2    | Green Machine Grisignano | .750 | 10 | 7 | 1 | 2 | 154 | 44  |
| 3    | Steelmen Legnano         | .550 | 10 | 5 | 1 | 4 | 99  | 84  |
| 4    | Bears Merano             | .500 | 10 | 5 | 0 | 5 | 152 | 116 |
| 5    | Fighters Pordenone       | .300 | 10 | 2 | 2 | 6 | 109 | 135 |
| 6    | Buccaneers Comacchio     | .100 | 10 | 1 | 0 | 9 | 15  | 256 |

#### Girone Nord
| Pos. | Squadra              | %V   | G  | V  | N | P | PF  | PS  |
| ---- | -------------------- | ---- | -- | -- | - | - | --- | --- |
| 1    | Skorpions Varese     | 1000 | 10 | 10 | 0 | 0 | 445 | 31  |
| 2    | Seahawks Bellusco    | .600 | 10 | 6  | 0 | 4 | 100 | 152 |
| 3    | Vikings Bollate      | .550 | 10 | 5  | 1 | 4 | 192 | 134 |
| 4    | Lugano Seagulls      | .450 | 10 | 4  | 1 | 5 | 123 | 191 |
| 5    | Steel Tigers Cremona | .350 | 10 | 3  | 1 | 6 | 92  | 226 |
| 6    | Maddogs Milano       | .050 | 10 | 0  | 1 | 9 | 26  | 244 |

#### Girone Centro Sud
| Pos. | Squadra         | %V   | G  | V | N | P | PF  | PS  |
| ---- | --------------- | ---- | -- | - | - | - | --- | --- |
| 1    | Towers Bologna  | .850 | 10 | 8 | 1 | 1 | 301 | 113 |
| 2    | Trucks Napoli   | .800 | 10 | 7 | 2 | 1 | 334 | 129 |
| 3    | Crabs Pescara   | .650 | 10 | 6 | 1 | 3 | 213 | 102 |
| 4    | Dolphins Ancona | .400 | 10 | 4 | 0 | 6 | 149 | 145 |
| 5    | Cannons Roma    | .200 | 10 | 2 | 0 | 8 | 66  | 270 |
| 6    | Coguari Crotone | .100 | 10 | 1 | 0 | 9 | 13  | 317 |

## Verdetti
- Black Knights Rho, Lions Bergamo, Skorpions Varese, Towers Bologna promosse in serie A.
- Mastini Ivrea, Virgilio Mantova, Giants Bolzano, Gladiatori Roma retrocesse dalla serie A.